# Згода (Кировоградская область)
Згода (укр. Згода) — село в Долинской городской общине Кропивницкого района Кировоградской области Украины.
До 2020 года входило в состав Долинского района
Население по переписи 2001 года составляло 261 человек. Почтовый индекс — 28545. Телефонный код — 5234. Занимает площадь 0,625 км². Код КОАТУУ — 3521980705.